# Siège de Cassel (1762)
Pour les articles homonymes, voir Siège de Cassel.

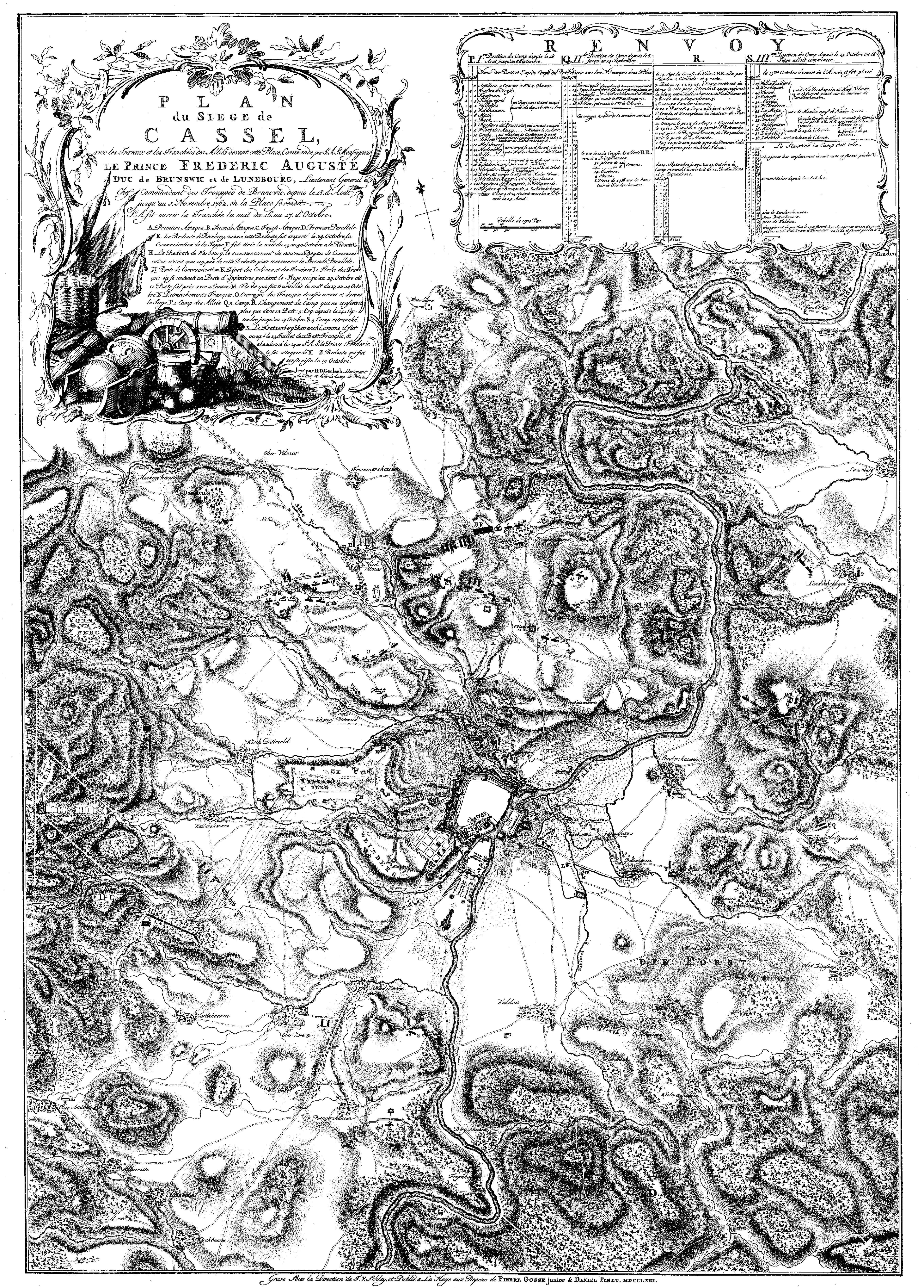
Plan du siège de Cassel.

Le siège de Cassel se produit à Cassel en octobre et novembre 1762, lorsque les forces alliées de Hanovre, de Hesse-Cassel et des troupes britanniques, placées sous le commandement du duc Ferdinand de Brunswick-Lunebourg, assiègent puis s'emparent de la ville, alors détenue par les forces françaises, de Cassel. Il s'agit d'une des batailles finales de la Guerre de Sept Ans, opposant principalement, de 1756 à 1763, France et Grande-Bretagne sur de nombreux théâtres d'opérations (Europe, Amérique du Nord, Inde, etc.).
La nouvelle de la prise de la cité sera connue alors que les pourparlers préliminaires du traité de Paris de 1763, mettant un terme à la guerre, ont déjà commencé. La bataille n'a donc pas eu l'impact militaire que le duc de Brunswick escomptait. Il a au contraire été établi que la résistance exceptionnellement longue de la garnison française dans la ville a permis à Louis XV de négocier le traité dans une position confortée.